# Mikio Oda Memorial Athletics Meet 2022
Das Mikio Oda Memorial Athletics Meet 2022 war eine Leichtathletik-Veranstaltung, die am 29. April 2022 im Mazda Zoom-Zoom Stadium in Hiroshima stattfand. Es war Teil der World Athletics Continental Tour und zählt zu den Bronze-Meetings, der dritthöchsten Kategorie dieser Leichtathletik-Serie.

## Resultate

### Männer

#### 100 m
| Platz | Athlet            | Land | Zeit (s) |
| ----- | ----------------- | ---- | -------- |
| 1     | Yūki Koike        | JPN  | 10,49    |
| 2     | Sota Kajikawa     | JPN  | 10,50    |
| 3     | Satoru Fukushima  | JPN  | 10,53    |
| 4     | Akihiro Higashida | JPN  | 10,54    |
| 5     | Takuma Hayashi    | JPN  | 10,56    |
| 6     | Kotaro Ito        | JPN  | 10,57    |
| 7     | Wataru Inuzuka    | JPN  | 10,58    |
| 8     | Shodai Hirano     | JPN  | 10,62    |

Besten acht aus zwei Finalläufen

#### 5000 m
| Platz | Athlet               | Land | Zeit (min) |
| ----- | -------------------- | ---- | ---------- |
| 1     | Ryūji Miura          | JPN  | 13:32,42   |
| 2     | Hiroki Matsueda      | JPN  | 13:33,18   |
| 3     | Cosmas Mwangi        | KEN  | 13:33,41   |
| 4     | Takuma Sunaoka       | JPN  | 13:33,97   |
| 5     | Daniel Ndiritu       | KEN  | 13:35,44   |
| 6     | Keijiro Mogi         | JPN  | 13:43,76   |
| 7     | Yuki Ishii           | JPN  | 13:45,26   |
| 8     | Kazuya Shiojiri      | JPN  | 13:46,07   |
| 9     | Takashi Ichida       | JPN  | 13:46,43   |
| 10    | Yūta Bandō           | JPN  | 13:47,35   |
| 11    | Shota Nakano         | JPN  | 13:47,72   |
| 12    | Hideto Kosode        | JPN  | 13:50,35   |
| 13    | Hazuma Hattori       | JPN  | 13:51,78   |
| 14    | Yohei Ikeda          | JPN  | 13:52,62   |
| 15    | Tatsuya Iyoda        | JPN  | 13:52,81   |
| 16    | Genki Nakanishi      | JPN  | 13:54,80   |
| 17    | Tomoki Ichimura      | JPN  | 13:57,00   |
| 18    | Ryuya Kajitani       | JPN  | 13:57,50   |
| 19    | Nganga Joseph Waweru | KEN  | 13:57,60   |
| 20    | Tatsuya Maruyama     | JPN  | 13:58,15   |

Besten 20 aus zwei Finalläufen

#### 110 m Hürden
| Platz | Athlet                | Land | Zeit (s) |
| ----- | --------------------- | ---- | -------- |
| 1     | Rachid Muratake       | JPN  | 13,55    |
| 2     | Nicholas Hough        | AUS  | 13,73    |
| 3     | Shūsei Nomoto         | JPN  | 13,83    |
| 4     | Ryō Tokuoka           | JPN  | 13,86    |
| 5     | Higashi Ishida-Thomas | JPN  | 13,87    |
| 6     | Shunya Takayama       | JPN  | 13,92    |
| 7     | Shuhei Ishikawa       | JPN  | 13,94    |
| 8     | Ryota Fujii           | JPN  | 13,94    |

Besten acht aus zwei Finalläufen

#### 3000 m Hindernis
| Platz | Athlet             | Land | Zeit (min) |
| ----- | ------------------ | ---- | ---------- |
| 1     | Philemon Ruto      | KEN  | 8:29,25    |
| 2     | Kōsei Yamaguchi    | JPN  | 8:34,72    |
| 3     | Yasunari Kusu      | JPN  | 8:38,45    |
| 4     | Taiju Nishikata    | JPN  | 8:44,23    |
| 5     | Hironori Tsuetaki  | JPN  | 8:46,26    |
| 6     | Aoi Matsumoto      | JPN  | 8:54,29    |
| 7     | Kento Uchida       | JPN  | 8:57,52    |
| 8     | Taketo Waki        | JPN  | 8:59,63    |
| 9     | Takanori Wakesu    | JPN  | 9:04,85    |
| 10    | Shojiro Shimatani  | JPN  | 9:08,84    |
| 11    | Soma Hattori       | JPN  | 9:09,50    |
| 12    | Ryotaro Onuma      | JPN  | 9:09,76    |
| 13    | Sora Hanatani      | JPN  | 9:10,24    |
| 14    | Ryouta Tominaga    | JPN  | 9:19,38    |
| 15    | Yusuke Uchikoshi   | JPN  | 9:24,68    |
| 16    | Aren Nakashima     | JPN  | 9:26,50    |
| 17    | Takumi Kawahigashi | JPN  | 9:28,61    |
| 18    | Gento Shigeyama    | JPN  | 9:38,64    |

#### Dreisprung
| Platz | Athletin        | Land | Weite (m) |
| ----- | --------------- | ---- | --------- |
| 1     | Hikaru Ikehata  | JPN  | 16,20     |
| 2     | Yūto Adachi     | JPN  | 16,02     |
| 3     | Kōhei Yamashita | JPN  | 15,92     |
| 4     | Rintaro Hirota  | JPN  | 15,90 w   |
| 5     | Yuki Kyoda      | JPN  | 15,85 w   |
| 6     | Yuki Yamashita  | JPN  | 15,66     |
| 7     | Shemaiah James  | AUS  | 15,58     |
| 8     | Emmanuel Fakiye | AUS  | 15,51 w   |
| 9     | Seiya Tonai     | JPN  | 15,41     |

#### Hammerwurf
| Platz | Athlet           | Land | Weite (m) |
| ----- | ---------------- | ---- | --------- |
| 1     | Tatsuto Nakagawa | JPN  | 70,65     |
| 2     | Shōta Fukuda     | JPN  | 70,64     |
| 3     | Yudai Kimura     | JPN  | 70,23     |
| 4     | Takahiro Kobata  | JPN  | 69,41     |
| 5     | Naoki Uematsu    | JPN  | 69,02     |
| 6     | Ryōta Kashimura  | JPN  | 68,96     |
| 7     | Kunihiro Sumi    | JPN  | 68,54     |
| 8     | Kohei Oda        | JPN  | 66,21     |
| 9     | Yushiro Hosaka   | JPN  | 65,29     |
| 10    | Koshin Yamakawa  | JPN  | 63,57     |
| 11    | Hiroki Ako       | JPN  | 63,28     |

### Frauen

#### 100 m
| Platz | Athlet          | Land | Zeit (s) |
| ----- | --------------- | ---- | -------- |
| 1     | Midori Mikase   | JPN  | 11,79    |
| 2     | Arisa Kimishima | JPN  | 11,89    |
| 3     | Hanae Aoyama    | JPN  | 11,92    |
| 4     | Mei Kodama      | JPN  | 11,95    |
| 5     | Remi Tsuruta    | JPN  | 11,96    |
| 6     | Aiko Iki        | JPN  | 12,02    |
| 7     | Mayako Sagi     | JPN  | 12,05    |
| 8     | Manaka Miura    | JPN  | 12,13    |

Wind: −0,7 m/s

#### 5000 m
| Platz | Athlet             | Land | Zeit (min) |
| ----- | ------------------ | ---- | ---------- |
| 1     | Teresia Gateri     | KEN  | 15:03,84   |
| 2     | Esther Wambui      | KEN  | 15:22,23   |
| 3     | Agnes Mutuku       | KEN  | 15:22,90   |
| 4     | Tabithanjeri Kamau | KEN  | 15:23,25   |
| 5     | Nozomi Tanaka      | JPN  | 15:23,87   |
| 6     | Naomi Mussoni      | KEN  | 15:27,35   |
| 7     | Mikuni Yada        | JPN  | 15:31,22   |
| 8     | Momoka Kawaguchi   | JPN  | 15:32,44   |
| 9     | Yuka Andō          | JPN  | 15:38,19   |
| 10    | Kaede Hagitani     | JPN  | 15:38,67   |
| 11    | Rebecca Mwangi     | KEN  | 15:43,25   |
| 12    | Rina Sasaki        | JPN  | 15:46,19   |
| 13    | Risa Yamazaki      | JPN  | 15:52,62   |
| 14    | Kazuna Kanetomo    | JPN  | 15:53,19   |
| 15    | Madoka Nakano      | JPN  | 15:58,99   |
| 16    | Nagisa Shimotabira | JPN  | 16:05,29   |
| 17    | Kaede Kawamura     | JPN  | 16:05,78   |
| 18    | Nana Sato          | JPN  | 16:08,15   |
| 19    | Yuka Sarumida      | JPN  | 16:11,24   |
| 20    | Mayu Nishikawa     | JPN  | 16:13,14   |

Besten 20 aus zwei Finalläufen

#### 100 m Hürden
| Platz | Athlet           | Land | Zeit (s) |
| ----- | ---------------- | ---- | -------- |
| 1     | Celeste Mucci    | AUS  | 13,21    |
| 2     | Mako Fukube      | JPN  | 13,21    |
| 3     | Masumi Aoki      | JPN  | 13,25    |
| 4     | Hitomi Shimura   | JPN  | 13,49    |
| 5     | Yumi Tanaka      | JPN  | 13,52    |
| 6     | Chisato Kiyoyama | JPN  | 13,63    |
| 7     | Nana Fujimori    | JPN  | 13,65    |
| 8     | Nanako Tamaoki   | JPN  | 13,66    |

Besten acht aus zwei Finalläufen

#### 3000 m Hindernis
| Platz | Athlet          | Land | Zeit (min) |
| ----- | --------------- | ---- | ---------- |
| 1     | Reimi Yoshimura | JPN  | 09:52,16   |
| 2     | Yukari Ishizawa | JPN  | 09:54,06   |
| 3     | Yuno Yamanaka   | JPN  | 09:54,42   |
| 4     | Yuzu Nishide    | JPN  | 09:56,85   |
| 5     | Chikako Mori    | JPN  | 10:16,85   |
| 6     | Nanase Tanimoto | JPN  | 10:27,07   |
| 7     | Ayaka Koike     | JPN  | 10:28,30   |
| 8     | Yukina Honjo    | JPN  | 10:31,59   |
| 9     | Satsuki Horio   | JPN  | 11:04,57   |
| 10    | Mio Fudaba      | JPN  | 11:24,42   |
|       | Joan Kipkemoi   | KEN  | DNF        |

#### Hochsprung
| Platz        | Athletin         | Land | Höhe (m) |
| ------------ | ---------------- | ---- | -------- |
| 1            | Natsumi Aoyama   | JPN  | 1,74     |
| 2            | Yaya Hosoda      | JPN  | 1,74     |
| 3            | Kaede Ito        | JPN  | 1,74 SB  |
| 4            | Nagisa Takahashi | JPN  | 1,71     |
| 5            | Suzuna Tokumoto  | JPN  | 1,71     |
| 6            | Yukie Kishimoto  | JPN  | 1,68     |
| 7            | Moe Takeuchi     | JPN  | 1,65     |
| 8            | Reina Takeyama   | JPN  | 1,65     |
| 9            | Yuna Yamaguchi   | JPN  | 1,65     |
|              | Misaki Kameda    | JPN  | NH       |
| Mina Kawabe  | JPN              | NH   |          |
| Misaki Okano | JPN              | NH   |          |

#### Dreisprung
| Platz | Athletin        | Land | Weite (m) |
| ----- | --------------- | ---- | --------- |
| 1     | Mariko Morimoto | JPN  | 13,56     |
| 2     | Maoko Takashima | JPN  | 13,35     |
| 3     | Akari Funada    | JPN  | 13,04     |
| 4     | Eri Sakamoto    | JPN  | 13,03 w   |
| 5     | Haruka Saito    | JPN  | 12,60     |
| 6     | Moeno Saito     | JPN  | 12,34     |
| 7     | Sayaka Asano    | JPN  | 12,33 w   |
| 8     | Sakura Miyahata | JPN  | 12,03     |
| 9     | Sayaka Nakamura | JPN  | 11,71     |
| 9     | Toko Yamashita  | JPN  | 11,37     |

#### Hammerwurf
| Platz | Athletin         | Land | Weite (m) |
| ----- | ---------------- | ---- | --------- |
| 1     | Yu Ya-chien      | TPE  | 64,34     |
| 2     | Hitomi Katsuyama | JPN  | 60,83     |
| 3     | Sara Fujimoto    | JPN  | 59,76     |
| 4     | Ririka Okumura   | JPN  | 59,71     |
| 5     | Miharu Kodate    | JPN  | 59,61     |
| 6     | Raika Murakami   | JPN  | 58,15     |
| 7     | Remi Katsuya     | JPN  | 57,65     |
| 8     | Sako Takahashi   | JPN  | 56,53     |
| 9     | Sekiguchi Kiyono | JPN  | 55,62     |
| 10    | Erina Hamada     | JPN  | 51,40     |
| 11    | Wakana Sato      | JPN  | 51,21     |